# Момбело ди Торино
Момбело ди Торино (итал. Mombello di Torino) је насеље у Италији у округу Торино, региону Пијемонт.
Према процени из 2011. у насељу је живело 278 становника. Насеље се налази на надморској висини од 339 м.

## Становништво
Према резултатима пописа становништва 2011. у општини је живело 411 становника.
| 1936. | 1951. | 1961. | 1971. | 1981. | 1991. | 2001. | 2011. |
| ----- | ----- | ----- | ----- | ----- | ----- | ----- | ----- |
| 445   | 375   | 340   | 291   | 296   | 344   | 395   | 411   |